# Guy-Léon Fylla
Pour les articles homonymes, voir Fylla.
 (août 2022).
La mise en forme du texte ne suit pas les recommandations de Wikipédia : il faut le « wikifier ».
Les points d'amélioration suivants sont les cas les plus fréquents :
- Les titres sont pré-formatés par le logiciel. Ils ne sont ni en capitales, ni en gras.
- Le texte ne doit pas être écrit en capitales (les noms de famille non plus), ni en gras, ni en italique, ni en « petit »…
- Le gras n'est utilisé que pour surligner le titre de l'article dans l'introduction, une seule fois.
- L'italique est rarement utilisé : mots en langue étrangère, titres d'œuvres, noms de bateaux, etc.
- Les citations ne sont pas en italique mais en corps de texte normal. Elles sont entourées par des guillemets français : « et ».
- Les listes à puces sont à éviter, des paragraphes rédigés étant largement préférés. Les tableaux sont à réserver à la présentation de données structurées (résultats, etc.).
- Les appels de note de bas de page (petits chiffres en exposant, introduits par l'outil «  Source ») sont à placer entre la fin de phrase et le point final[comme ça].
- Les liens internes (vers d'autres articles de Wikipédia) sont à choisir avec parcimonie. Créez des liens vers des articles approfondissant le sujet. Les termes génériques sans rapport avec le sujet sont à éviter, ainsi que les répétitions de liens vers un même terme.
- Les liens externes sont à placer uniquement dans une section « Liens externes », à la fin de l'article. Ces liens sont à choisir avec parcimonie suivant les règles définies. Si un lien sert de source à l'article, son insertion dans le texte est à faire par les notes de bas de page.
- La présentation des références doit suivre les conventions bibliographiques. Il est recommandé d'utiliser les modèles {{Ouvrage}}, {{Chapitre}}, {{Article}}, {{Lien web}} et/ou {{Bibliographie}}. Le mode d'édition visuel peut mettre en forme automatiquement les références.
- Insérer une infobox (cadre d'informations à droite) n'est pas obligatoire pour parachever la mise en page.

Pour une aide détaillée, merci de consulter Aide:Wikification.
Si vous pensez que ces points ont été résolus, vous pouvez retirer ce bandeau et améliorer la mise en forme d'un autre article.
Guy Léon Fylla, né le 11 Avril 1929 à Lokutu (ex-Elisabethville) au Congo-Belge, est un peintre, musicien, et professeur congolais. Il est décédé le 11 avril 2015.

## Parcours
Guy Léon Fylla étudie à L’école Sainte Jeanne d’Arc de la Mission catholique de Brazzaville puis au Collège moderne de Mbounda à Dolisie. Passionné par la peinture et la musique, il suit les cours par correspondance de l’École internationale de dessin et de peinture de Monte-Carlo et obtient le diplôme de fin d’études artistiques en 1953. Il apprend la guitare auprès d’une enseignante française, Madame Pépaire.
Il épouse la chanteuse Marcelle Ebibi puis Il enregistre son premier disque en 1953 à Léopoldville, aux Editions CEFA. Il se lie ensuite avec Roger Izeidi. En 1956 il s’associe aux musiciens du Négro Jazz de Brazzaville lors d’un de leurs séjours à Léopoldville puis devient le chef d’orchestre de la formation. En 1958 il crée sa propre formation musicale, Maquina Loca . Sous contrat avec les éditions Ngoma, le groupe devient vite populaire dans les deux Congo.
En 1959, Maquina Loca s’installe à Libreville au Gabon. Guy Léon Fylla expose plusieurs fois ses tableaux en France en 1959 et 1960. En 1961 Guy Léon Fylla s’envole pour la Chine Populaire à l’occasion d’un voyage d’études. En 1965 il est nommé directeur du Centre des Arts de Moungali, à Brazzaville, où il enseigne à la fois le dessin, l’histoire de l’art,  et la guitare. En 1966, il est nommé délégué permanent du Congo au Premier Festival Mondial des Arts Nègres à Dakar, où il exposera de nombreux tableaux en 1966 . A la fin des années 1970, il reprend  des études à l’université de Brazzaville où il décroche une Licence en droit en 1980.
De 1978 en 1992, il est successivement secrétaire exécutif  de l’Union nationale des écrivains et artistes congolais (Unéac), professeur à l’École Nationale des Beaux-Arts ; président du Conseil national de l’Union Nationale des Musiciens Congolais (UNMC), président des peintres indépendants, et de la mutuelle des peintres. En politique il occupe la fonction de conseiller de la République pendant la transition de 1992. 

## Distinctions
Toutes ces  activités  ont permis à Guy Léon Fylla d’être récompensé par plusieurs distinctions honorifiques : Médailles d’or, de vermeil, d’argent, Chevalier du Mérite Congolais et divers prix dans le domaine de la peinture.